# Sachin (India)
Sachin (o Sachir, Sachim) è una suddivisione dell'India, classificata come census town, di 11.873 abitanti, situata nel distretto di Surat, nello stato federato del Gujarat. In base al numero di abitanti la città rientra nella classe IV (da 10.000 a 19.999 persone).

## Geografia fisica
La città è situata a 21° 4' 60 N e 72° 52' 60 E e ha un'altitudine di 11 m s.l.m..

## Società

### Evoluzione demografica
Al censimento del 2001 la popolazione di Sachin assommava a 11.873 persone, delle quali 7.366 maschi e 4.507 femmine. I bambini di età inferiore o uguale ai sei anni assommavano a 1.625, dei quali 882 maschi e 743 femmine. Infine, coloro che erano in grado di saper almeno leggere e scrivere erano 8.794, dei quali 5.963 maschi e 2.831 femmine.